# 特朗热
特朗热（法語：Trangé，法語發音：[tʁɑ̃ʒe]）是法国萨尔特省的一个市镇，位于该省中部，省会勒芒市区西北大约4公里处，属于勒芒区和勒芒都会区。

## 地理
特朗热（48°1'36"N, 0°6'40"E）面积11.11 平方千米，位于法国卢瓦尔河地区大区萨尔特省，该省份为法国西北部内陆省份，北起顺时针与奥恩省、厄尔-卢瓦省、卢瓦-谢尔省、安德尔-卢瓦尔省、曼恩-卢瓦尔省和马耶讷省接壤，是法国大西部的入口，连接卢瓦尔河谷、布列塔尼和巴黎盆地。
与特朗热接壤的市镇（或旧市镇、城区）包括：艾涅、拉沙佩勒圣欧班、绍富尔圣母村、勒芒、拉米莱斯、普吕耶勒谢蒂夫、鲁永。
特朗热的时区为UTC+01:00、UTC+02:00（夏令时）。

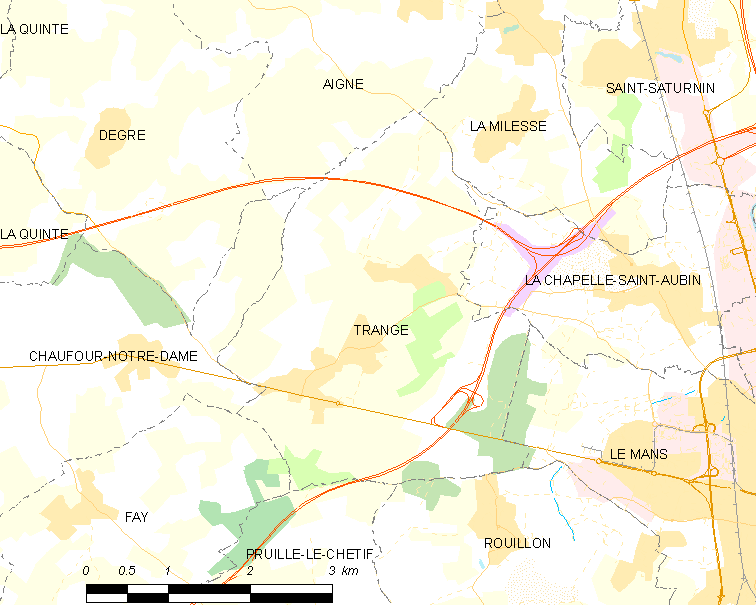
特朗热的OSM定位图

## 行政
特朗热的邮政编码为72650，INSEE市镇编码为72360。

## 政治
特朗热所属的省级选区为勒芒第七县。

## 交通
A11高速公路经过特朗热境内，与萨尔特省省道D357线交汇，并设有一处互通式立交桥；另有D246线经过特朗热市中心。

## 文化
格鲁瓦里城堡位于特朗热境内，是法国国家文物保护单位。

## 人口

1962-2008年间特朗热人口变化图示

特朗热于2022年1月1日时的人口数量为1639人。